# Trichinella papuae
Trichinella papuae es una especie de nematodo de la clase Adenophorea de importancia sanitaria en Nueva Guinea. Produce triquinelosis. Afecta principalmente a cerdo doméstico y salvaje y osos.
Al igual que las especies Trichinella pseudospiralis y Trichinella zimbabwensis no presenta cápsula de colágeno en su estado de larva enquistada.
- Datos: Q6152440